# 网红猫悟空死亡事件
网红猫悟空死亡事件，指的是2025年4月15日，中国大陆骑行博主赵朔收养的流浪猫“悟空”在新疆若羌县意外死亡的事件。最初被报道为车祸致死，后续出现多项疑点，被怀疑是可能有人故意投毒，引发公众关注与讨论。该事件还牵扯出中国大陆互联网关于“虐猫”的黑色产业链，如网红猫“新鲜哥”被外网虐猫群体“悬赏”，要求“击杀贱猫”。

## 背景
2024年10月，博主赵朔在新疆喀纳斯骑行途中，收养了一只黄白相间的流浪猫，取名“悟空”。此后，他带着“悟空”骑行穿越雪山、戈壁等自然景观，通过短视频记录旅途生活，迅速走红，粉丝称其为“治愈系电子小猫”。

## 事件经过
2025年4月15日下午，赵朔在米兰镇露营时，“悟空”被发现死亡。赵朔凌晨打车从米兰镇赶往若羌县，希望为“悟空”寻找冰箱安置遗体，并在社交媒体发布视频透露此事。消息传出后，大量粉丝在评论区留言安慰，相关话题登上热搜。

## 初步调查
2025年4月16日，若羌县公安局一位民警表示，赵朔在露营时，小猫钻到车底，车主没注意，开车时不慎碰到了小猫。赵朔对此事没有异议，已经谅解了车主。

## 质疑与调查
5月4日，赵朔发布视频，披露宠物医院的检查结果及事件疑点，否认了此前媒体报道的“车祸致死”说法，并提出中毒或人为干预的可能性。三家宠物医院通过CT和X光检查确认，“悟空”全身骨骼和内脏完好，无外伤或骨折，排除了车祸或高空坠落致死可能。死亡8小时后出现口鼻渗血症状，医生判断符合中毒特征，如抗凝血类老鼠药导致的内脏出血。
此外，“悟空”佩戴的定位器最后一次更新时间为4月15日16:10，显示在景区游客中心，20分钟后（16:30）尸体被发现于两公里外的荒凉国道，期间轨迹完全空白。牵引绳扣具需手动操作，排除了猫自行解开的可能。X光显示胃部有未消化的管状骨头状食物，非赵朔日常喂养的食物，疑似被投毒。
尸体发现地附近原广告牌下的监控设备在事发后神秘消失，其他监控均未正常工作。四爪磨损至分叉，但肉垫无沙土，推测可能被关入金属容器挣扎所致。赵朔15:00拍摄的“悟空”视频显示状态正常，19:00发现尸体时已僵硬，死亡时间与位置存在逻辑冲突。
赵朔及其粉丝呼吁4月15日16:00-18:50途经新疆米兰遗址服务区的车主提供行车记录仪线索。早期媒体报道“车祸致死”及“赵朔与车主和解”被指不实，引发对媒体核实机制的批评。部分网友质疑报道速度异常，怀疑与肇事者存在关联。

## 社会反响
事件引发对动物保护法的关注，舆论呼吁严惩投毒行为，同时反思网红宠物安全风险及极端人性之恶。赵朔的支持者强调其已采取定位器、牵引绳等防护措施，反对“散养失责”指责。
目前赵朔暂缓公布完整调查细节，称待舆论降温后再作说明。尚无警方或官方机构介入调查的公开信息，关键疑点如定位器空白期真相、胃内异物来源、监控设备移除动机等仍未破解。

## 相关事件
此事件因被怀疑是有人故意而为牵涉出互联网上庞大的有组织虐猫群体，其中高曝光度的网红猫（如“悟空”“新鲜哥”）成为主要目标，因其死亡能引发更大范围的舆论震动，虐猫者将此类行为视为“荣誉”，甚至以“伤害爱猫群体情感”为附加目的。
部分组织通过境外平台发布悬赏任务，要求击杀者提供全程视频作为“证据”，并根据任务难度支付加密货币赏金，甚至出现了仿照抗日战争期间日军暴行百人斩的“百猫斩”，该比赛中，斩杀“贱猫”越多的人，能够获得越多的美金奖励。